# Mangifera rubropetala
Mangifera rubropetala era uma espécie de planta da família Anacardiaceae. Verificou-se, possivelmente, a sua existência na Indonésia e na Malásia. Considera-se que esteja extinta na natureza.